# Arcuphantes dubiosus
Espèce
Arcuphantes dubiosus est une espèce d'araignées aranéomorphes de la famille des Linyphiidae.

## Distribution
Cette espèce est endémique de Mongolie

## Publication originale
- Heimer, 1987 : Neue Spinnenarten aus der Mongolei (MVR) (Arachnida, Araneae, Theridiidae et Linyphiidae). Reichenbachia, vol. 24, p. 139-151.